# Incala gestroi
Incala gestroi är en skalbaggsart som beskrevs av Oliver Erichson Janson 1907. Incala gestroi ingår i släktet Incala och familjen Cetoniidae. Inga underarter finns listade i Catalogue of Life.